# Pettson et Picpus
Pettson et Picpus (Pettson och Findus en suédois) est une série de livres pour enfants écrits par Sven Nordqvist. Les personnages principaux sont le vieux Pettson et son petit compagnon sympathique, le chat  Picpus. Les livres de la série ont été adaptés à de nombreuses reprises et dans différentes langues en dessins animés.
La popularité de la série s’est construite autour de la richesse des illustrations des livres, parsemées de petits détails humoristiques et incongrus et des nombreux jeux de mots présents dans les textes. Sven Nordqvist travaillait dans une agence de publicité à Halmstad lorsqu’il dessina pour la première fois Pettson et Picpus. L’un des livres de la série, När findus var liten och försvann (« Le jour où Picpus a disparu » en français), raconte comment Pettson s’ennuyait et se sentait seul avant qu’une de ses voisines, Beda Andersson, ne lui apporte une boîte sur laquelle était mentionné « petit pois verts » contenant le petit animal.
Outre Pettson et Picpus, d’autres personnages apparaissent régulièrement dans la série : les murklor sont des petits animaux que seul Findus voit et qui deviennent ses amis, la dizaine de poules de Pettson, « les meilleures amies de Picpus juste après Pettson », Gustavsson, un voisin de Pettson et enfin Beda Andersson, la voisine qui amène Picpus chez Pettson.
D'autres animaux ne sont que de passage dans un livre : un blaireau (När Findus var liten och försvann), un renard (Rävjakten), un coq (Tuppens minut), etc.
L’auteur a attribué aux poules des noms pour les faire intervenir dans les dialogues.